# لباس ملوان و مسلسل
لباس ملوان و مسلسل (انگلیسی: Sailor Suit and Machine Gun) یک فیلم ژاپنی یاکوزایی محصول ۱۹۸۱ به کارگردانی شینجی سومای با بازی آیدل ژاپنی هیروکو یاکوشیمارو به عنوان شخصیت اصلی و بر اساس رمانی به همین نام از جیرو آکاگاوا است.